# Piilosaari (ö i Norra Karelen, Joensuu)
Piilosaari är en ö i Finland. Den ligger i sjön Viinijärvi och i kommunen Libelits i den ekonomiska regionen  Joensuu ekonomiska region  och landskapet Norra Karelen, i den sydöstra delen av landet, 400 km nordost om huvudstaden Helsingfors. Öns area är 5 hektar och dess största längd är 310 meter i öst-västlig riktning.